# The Satellite Year
The Satellite Year ist eine deutsche Band aus Deutschland. Die Gruppe wird den Stilrichtungen Rock, Post-Hardcore und Electro zugeordnet.

## Bandgeschichte

The Satellite Year (2011)

Nach Aufnahme der EP This Is Voltaire in den SU2-Studios und dem Mastering bei Sterling-Sound, New York wurde die EP am 16. Mai 2008 digital über das deutsche Indielabel Al-Piper Records im Vertrieb durch Edel Music veröffentlicht. Produzent war Ryan Smith, der schon mit Jimmy Eat World und Boysetsfire gearbeitet hatte. Es folgten unter anderem Konzerte mit Bands wie Die Fantastischen Vier, NOFX, Bullet for My Valentine, Silbermond, The Subways, The Rasmus, The Get Up Kids, Die Happy, Bosse, Frittenbude und Dropkick Murphys.
Nach einem Besetzungswechsel am Bass wurde die Single Could You Try to Speak in a Higher Register in den SU2-Studios produziert und am 18. Oktober 2009 über Midsummer Records im Vertrieb durch Cargo Records veröffentlicht. Im Januar 2010 wurde die Single in die bundesweite Rotation des Radiosenders bigFM aufgenommen.
Anfang September 2010 reiste die Band nach Turin, um dort gemeinsam mit den Produzenten Andrea Fusini und Alessandro Vanara an den Aufnahmen des Debüt-Albums Mission: Polarlights zu arbeiten. Im Februar 2011 unterschrieb die Band Plattenverträge mit dem japanischen Label Radtone Music Group, dem deutschen Indielabel Midsummer Records und dem in Großbritannien und den USA ansässigen Label Engineer Records.
Das Debüt-Album Mission: Polarlights wurde am 21. April 2011 in Deutschland, Schweiz, Österreich, Japan, Großbritannien und den USA veröffentlicht. Das Album erreichte im Jahr 2011 Platz 2 der Alternative Charts auf Amazon in Japan.
Im August 2012 spielte die Band eine einwöchige Tour in England.
Ende 2017 gab die Band ihre Auflösung bekannt, nachdem Gründungsmitglied Jens Kreuter seinen Ausstieg verkündete.
Ende Mai 2018 verstarb Björn Mertz im Alter von 24 Jahren an einem Hirntumor. Er hatte zuvor mit Teilen der Band die Gruppe Atlanta Arrival ins Leben gerufen, die in einer anschließenden Spendenaktion für die Deutsche Krebshilfe sammelten.
2023 vereinte sich die Gruppe unter neuer Besetzung wieder, um gemeinsam an neuem Material zu arbeiten.

## Musikstil
The Satellite Year spielen eine Mischung aus Post-Hardcore und Electropop. Die Musik ist sehr melodisch, zum Teil auch poppig. Der Gesang ist klar und melodiös, wobei sich Sänger Daniel Rimedio mit Keyboarder Andreas Fischer den Gesang teilt.

## Diskografie
Alben
- 2011: Mission: Polarlights
- 2015: Brooklyn, I Am
- 2025: Shipwreck

EPs
- 2008: This Is Voltaire

Singles
- 2009: Could You Try to Speak in a Higher Register
- 2013: Universe
- 2015: Empire State of Mind
- 2017: Could You Try to Speak in a Higher Register (Remastered)
- 2025: Shipwreck

Sampler
- 2008: V/A – Listen up, Kids!! Vol. 4
- 2010: V/A – Listen up, Kids!! Vol. 6
- 2011: Big Cheese Magazine UK – September-Ausgabe
- 2011: Lamp Light the Fire: A Compilation of Quiet(ER)songs
- 2011: Various Artists – UNITY: A Benefit for the Children of the Japanese

Videos
- 2011: Jelly, Jelly, How to Survive Such a Trip?
- 2013: A Campus: A Heart: A Star
- 2015: Tarantino: Part II
- 2025: Shipwreck